# Thomas H. Bayly
Thomas Henry Bayly (* 11. Dezember 1810 bei Drummondtown, Accomack County, Virginia; † 23. Juni 1856 ebenda) war ein US-amerikanischer Politiker. Zwischen 1844 und 1856 vertrat er den Bundesstaat Virginia im US-Repräsentantenhaus.

## Werdegang
Thomas Bayly war ein Sohn des Kongressabgeordneten Thomas M. Bayly (1775–1834). Er wurde auf dem Familienanwesen Mount Custis bei Drummondtown geboren und besuchte später die öffentlichen Schulen seiner Heimat. Danach studierte er bis 1829 an der University of Virginia in Charlottesville. Nach einem anschließenden Jurastudium und seiner 1830 erfolgten Zulassung als Rechtsanwalt begann er im Accomack County in diesem Beruf zu arbeiten. Außerdem betätigte er sich in der Landwirtschaft. Gleichzeitig schlug er als Mitglied der Demokratischen Partei eine politische Laufbahn ein. Zwischen 1836 und 1842 saß er im Abgeordnetenhaus von Virginia. Von 1837 bis 1842 war er Brigadegeneral der Staatsmiliz. Danach fungierte er in den Jahren 1842 bis 1844 als Richter am Superior Court of Law and Chancery.
Nach dem Rücktritt des Abgeordneten Henry A. Wise wurde Bayly bei der fälligen Nachwahl für den siebten Sitz von Virginia als dessen Nachfolger in das US-Repräsentantenhaus in Washington, D.C. gewählt, wo er am 6. Mai 1844 sein neues Mandat antrat. Nach sechs Wiederwahlen konnte er bis zu seinem Tod am 23. Juni 1856 im Kongress verbleiben. Seit 1853 vertrat er dort als Nachfolger von John Millson den ersten Wahlbezirk seines Staates. Von 1849 bis 1851 war Bayly Vorsitzender des Committee on Ways and Means; von 1851 bis 1855 leitete er den Auswärtigen Ausschuss. In seine Zeit als Abgeordneter fiel der Mexikanisch-Amerikanische Krieg. Anschließend wurde die Arbeit des Kongresses zunehmend durch die Ereignisse im Vorfeld des Bürgerkrieges geprägt. Dabei stand die Frage der Sklaverei im Zentrum der Auseinandersetzung.
Thomas Bayly wurde auf dem Familienfriedhof auf dem Anwesen Mount Custis beigesetzt. Sein Mandat fiel nach einer Sonderwahl an Muscoe Garnett.